# Purpuricenus wachanrui
Purpuricenus wachanrui là một loài bọ cánh cứng trong họ Cerambycidae.